# Fay Bainter
Fay Okell Bainter (født 7. december 1893, død 16. april 1968) var en amerikansk teater- og filmskuespiller.

## Opvækst
Fay Bainter blev født i Los Angeles, Californien, som datter af Charles F. Bainter og Mary Okell. I 1910 var hun omrejsende teaterskuespiller. Hun debuterede på scenen i 1908 i The County Formand på Morosco Theatre i Burbank, Californien, og hun fik sin Broadway-debut i rollen som Celine Marinter i The Rose of Panama i 1912. Hun optrådte i en række succesfulde stykker i New York, heriblandt East Is West, The Willow Tree og Dodsworth. I 1926 optrådte hun sammen med Walter Abel i en Broadway-produktion af Channing Pollocks The Enemy.

## Karriere
MGM overtalte Bainter til at forsøge sig i film, og hendes filmdebut blev i This Side of Heaven i 1934, samme år som hun optrådte i Dodsworth på Broadway og i filmen It Happened One Day. Bainter fik hurtigt succes, og i 1938 blev hun den første skuespiller, der blev nomineret til både en Oscar for bedste kvindelige hovedrolle for Hvide bannere og en Oscar for bedste kvindelige birolle for Jezebel, hvoraf hun vandt sidstnævnte. Siden har kun ni andre skuespillere modtaget to nomineringer samme år. I 1940 spillede hun fru Gibbs i filmatiseringen af Thornton Wilders skuespil Our Town. I 1945 spillede hun Melissa Frake i Rodgers og Hammersteins musical State Fair. Hun blev endnu en gang nomineret til en Oscar for bedste kvindelige birolle for sin præstation i The Children's Hour i 1961. Endelig optrådte Fay i 1962 som gæstestjerne i The Donna Reed Show.
Hun har en stjerne på Hollywood Walk of Fame på Hollywood Boulevard, 7021 Hollywood.

## Privatliv
Fay Bainter og Reginald Venable blev gift den 8. juni 1921 i Riverside, Californien. Parret fik en søn, Reginald Venable Jr. (1926-1974), som blev skuespiller. Bainter var tante til skuespiller Dorothy Burgess.
Sammen med sin mand, Reginald Venable, som var i militæret, ligger Fay Bainter begravet på Arlington National Cemetery.